# Juan Soreda

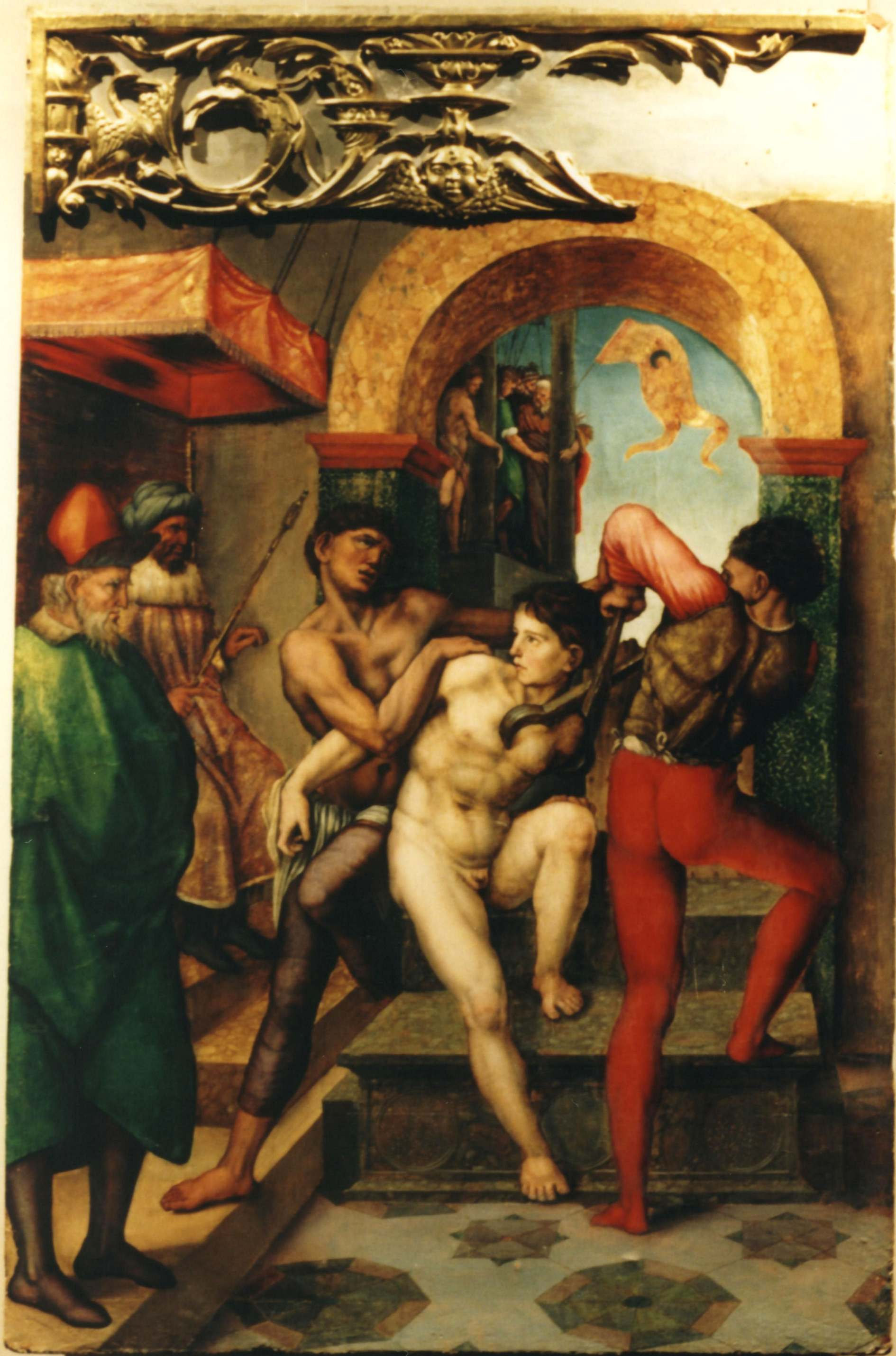
San Pelayo torturado por orden de Abderramán III, taula sobre oli (110 x 85 cm), retaule major de l'església parroquial de San Pelayo Mártir, Olivares de Duero.

Juan Soreda (floruit 1506 - 1536), va ser un pintor renaixentista espanyol actiu a les terres de Sigüenza, Valladolid i Burgo de Osma, on va morir cap a finals de 1536 o començaments de 1537.

## Dades biogràfiques i obra coneguda
La primera notícia biogràfica és de 1506 i fa referència al desaparegut retaule de Sienes (Guadalajara), adjudicat finalment a un altre pintor. Soreda és esmentat allà en companyia d'Hernando del Rincón de Figueroa. El 1507 va rebre un primer pagament pel retaule de Luzon (Guadalajara), algunes de les taules del qual van passar a l'església de Torremocha del Pinar a la mateixa província, on encara es conserven. Els pagaments van continuar fins a 1512, on es dona el pagament al seu oficial Pedro de la Puente, pintor documentat a Sigüenza i a Molina de Aragón. Aquesta presència documentada d'un oficial al seu servei indica que en aquestes dates disposava ja d'un taller d'una certa importància.

### Torremocha del Pinar
Les taules de Torremocha del Pinar (Anunciación, Visitació, Presentació al temple, Calvari i Circumcisió, atribuïda l'última a Pedro de la Puente), les més primitives de la producció de Soreda conegudes fins ara, manifesten el coneixement de l'obra de Juan de Borgoña i Pedro Berruguete al costat de la utilització d'estampes italianes (singularment de Marcantonio Raimondi, de qui pren literalment la figura de la Verge al Calvari), un recurs que serà constant en tota la seva obra coneguda.

### Retaule de Santa Librada de Sigüenza
Entre 1526 i 1528 treballava en el retaule dedicat a santa Librada de Sigüenza de la catedral de Sigüenza, la seva obra més coneguda. Inserit en una capella funerària, el petit retaule consta de dos cossos amb el carrer central més ample i alt, amb profusa decoració vegetal i fantàstica. Les seves sis taules estan dedicades a la vida de la santa, excepte la Deesis del cos superior central: Librada i les seves germanes davant de Catelio, Librada i les seves germanes deliberen sobre la seva sort, Librada mostra el camí del cel a una de les seves germanes, Decapitació de Santa Librada i Santa Librada entronitzada.
La més interessant potser és aquesta última, inspirada la figura de la santa a l'estampa de la Verge del núvol de Raimondi des d'una composició de  Rafael. Després d'ella, un edifici de planta centralitzada, que recorda el de L'escola d'Atenes a més petita escala, amb fornícules que tenen imatges de Cupido i un fris amb la representació de quatre treballs d'Hèrcules fingit de marbre. Les al·lusions al món clàssic es completen amb una sèrie de medallons d'emperadors i un fris inferior amb tritons i nereides. En aquesta ocasió, al costat de les estampes gravades, de Nicoletto de Mòdena i Giovanni Antonio de Brescia empleades per als cupidos, Soreda es va servir d'unes conegudes plaquetes de bronze de Moderno imitades als treballs herculis.

### Retaule de sant Pelai
Independentment dels significats al·legòrics i morals que sota aquestes figures es puguin cercar, aquesta manera de treballar, dependent d'un gran repertori d'estampes utilitzades com a models per compondre tant les figures principals com els fons decoratius, és el que es troba també al retaule major de la parròquia de Sant Pelai d'Olivares de Duero (Valladolid), pintat cap a 1532 i atribuït a Soreda. Consta de 51 taules, on s'aprecien diverses mans per la intervenció del taller, el mestre demostra en elles estar al dia en el que a estampes es refereix, emprant ara al costat dels gravats de Lucas van Leyden, Dürer o Raimondi, reproduccions dels frescs de Michelangelo a la Capella Sixtina, emprades indiscriminadament en composicions que, com les dels profetes i sibil·les de la predel·la, es perfilen encara sobre fons daurats a la manera de Pedro Berruguete. Bon exemple d'això pot ser la Sibil·la Frígia, derivada de la miguelangelesca Sibil·la Délfica, o el Profeta Daniel, en el que a la influència de Miquel Àngel cal afegir la utilització novament de les plaquetes de Moderno (Hèrcules i el lleó de Nemea i David vencedor de Goliat) en relleus decoratius.
Dedicat a sant Pelai, el jove cordovès martiritzat per Abderraman III per negar-se a satisfer els seus desigs deshonests, les taules del primer cos narren la llegenda del sant, potenciant l'interès per la figura humana i el nu masculí, com pot veure's a l'escena de la seva tortura, centrada en el cos *estilitzat i refinat del sant, evitant els aspectes més dramàtics. Novament el ric repertori d'estampes col·leccionat, serà el que proporcioni els models per als nus, com el del botxí que s'ajup a recollir el cap decapitat del sant, pres de l'estampa de David amb el cap de Goliat. En altres figures, com el Sant Joan Evangelista d'una de les mitjacanyes, l'estilització és més gran, arribant-se en elles a una formulació autènticament manierista, a la manera, ara, d'Alonso Berruguete.

### Altres obres
S'han posat en relació amb Soreda, a més a més de les obres citades, la Presentació al temple de l'església de sant Pere de Sòria, una Verge amb el Nen del Museu Catedralici de Burgo de Osma i una altra taula del mateix assumpte al Museu de Dijon, una predel·la al Museu Lázaro Galdiano i les Sibil·les, de l'església de la Trinitat a Atienza.